# Estádio Panthessaliko
O Estádio Panthessaliko é um estádio localizado em Vólos, na Grécia. O estádio foi um dos locais de competição do futebol nas Olimpíadas de 2004. Foi inaugurado oficialmente em 30 de julho de 2004 e possui 22.700 assentos, mas apenas 21.100 lugares foram disponibilizados ao público para os jogos olímpicos. O Estádio Panthessaliko servirá como o principal estádio para os Jogos do Mediterrâneo de 2013.